# Zhuze (köpinghuvudort i Kina, Jiangsu Sheng, lat 31,56, long 119,32)
Zhuze (kinesiska: 竹箦, 竹箦镇) är en köpinghuvudort i Kina. Den ligger i provinsen Jiangsu, i den östra delen av landet, omkring 75 kilometer sydost om provinshuvudstaden Nanjing. Antalet invånare är 52 804. Befolkningen består av 26 703 kvinnor och 26 101 män. Barn under 15 år utgör 12,0 %, vuxna 15-64 år 73 %, och äldre över 65 år 14,0 %.
Runt Zhuze är det tätbefolkat, med 459 invånare per kvadratkilometer. Närmaste större samhälle är Shangxing, 8,1 km väster om Zhuze. Trakten runt Zhuze består till största delen av jordbruksmark.
Genomsnittlig årsnederbörd är 1 331 millimeter. Den regnigaste månaden är juli, med i genomsnitt 251 mm nederbörd, och den torraste är december, med 37 mm nederbörd.